# Festival folclórico el Gaván de Oro
Evento cultural realizado anualmente del 15 al 17 de agosto en San Luis de Palenque (departamento de Casanare - Colombia).
Este evento se realiza con el fin de rescatar, fomentar y divulgar todas las manifestaciones del folclor llanero y busca promocionar la identidad cultural del municipio, la integración con otros departamentos y naciones, para de esta manera descubrir talentos artísticos como compositores, intérpretes de la música llanera. De igual forma se busca resaltar la importancia del ave Gaván, por ser una de las especies representativas del municipio.